# كاثرين تاكر ويندهام
كاثرين تاكر ويندهام (بالإنجليزية: Kathryn Tucker Windham)‏ هي مصورة ومؤلفة وكاتِبة وصحفية أمريكية، ولدت في 2 يونيو 1918 في سلما في الولايات المتحدة، وتوفي بنفس المكان في 12 يونيو 2011.

## وصلات خارجية
- كاثرين تاكر ويندهام على موقع ميوزك برينز (الإنجليزية)
- كاثرين تاكر ويندهام على موقع إن إن دي بي (الإنجليزية)